# Neobarbara
Neobarbara là một chi bướm đêm thuộc phân họ Tortricinae của họ Tortricidae.

## Các loài
- Neobarbara olivacea Liu & Nasu, 1993